# Frontera entre Fiji i França
La frontera entre França i Fiji es completament marítima i es troba a l'oceà Pacífic. Delimita la zona econòmica exclusiva entre l'arxipèlag de les illes Fiji, per una banda, i les col·lectivitats d'ultramar franceses de Wallis i Futuna al sud-est i Nova Caledònia al nord-est, per l'altra.
La frontera estava delimitada per un acord entre els governs dels dos països, signat el 19 de gener de 1983 a Suva, i que va entrar en vigor el 21 d'agost de 1984, que defineix set punts de referència. L'equidistància es mesura des de l'escull Theva-i-Ra per a Fiji, i des de l'illa Hunter per a Nova Caledònia.
Té una extensió d'uns 1.040 kilòmetres: 580 kilòmetres per la secció que separa Nova Caledònia de les Fidji, i uns 460 kilòmetres que separen els Fidji de Wallis i Futuna. Una part important de la zona econòmica exclusiva de Nova Caledònia continua sent qüestionada per Vanuatu, que reclama les illes Matthew i Hunter.